# Platycypha lacustris
Platycypha lacustris – gatunek ważki z rodziny Chlorocyphidae.